# توني بورسل
توني بورسل (بالفرنسية: Tony Porcel)‏ (17 ديسمبر 1937 – 22 مارس 2014) هو ملاكم فرنسي راحل، مثّل بلاده في الألعاب الأولمبية الصيفية 1960.

## روابط خارجية
توني بورسل على موقع بوكس ريك (الإنجليزية) (registration required)
- توني بورسل على موقع أوليمبيديا (الإنجليزية)